# Austrochaperina yelaensis
Austrochaperina yelaensis és una espècie de granota que viu a Papua Nova Guinea.